# Йохан Волфганг фон Гьоте
Йохан Волфганг фон Гьоте (на немски: Johann Wolfgang von Goethe), благородник от 1782 г., е германски писател, поет, драматург, хуманист, учен, философ и политик. В продължение на 10 години е държавен министър във Ваймар.
Гьоте е сред основните фигури на немската литература и европейския неокласицизъм и романтизъм в края на 18 и началото на 19 век. Автор на „Фауст“ и „Теория на цветовете“, той вдъхновява Чарлз Дарвин със своите антропологични изследвания и интереса си към еволюцията. Влиянието на Гьоте се разпростира в цяла Европа и през следващото столетие произведенията му оказват значително въздействие върху музиката, драматургията и поезията на континента.

## Биография

### Произход и ранни години (1749 – 1775)
Йохан Волфганг Гьоте е роден на 28 август 1749 г. във Франкфурт на Майн, по това време свободен град в рамките на Свещената Римска империя. Баща му, Йохан Каспар Гьоте (1710 – 1782), е юрист с титла имперски съветник, но не упражнява професията си, а живее от доходите на своето богатство, което по-късно също дава възможност на сина му да живее без финансови затруднения. Майката на Гьоте, Катарина Елизабет Гьоте, по баща Текстор (1731 – 1808), произлиза от заможна и знатна фамилия от Франкфурт – нейният баща е юридически чиновник (Scultetus) с най-високия ранг в града. След Йохан Волфганг семейството има още пет деца, от които до зряла възраст достига само неговата по-малка с 15 месеца сестра Корнелия (1750 – 1777), с която братът е в много близки отношения.
От 1756 до 1758 г. Йохан Волфганг посещава обществено училище. След това заедно със сестра си е обучаван от своя баща и от частни учители. Баща му лично се грижи за началното образование на сина си, обучавайки го по музика, живопис и чужди езици: френски, английски, италиански, латински, гръцки, също естествени науки, религия и рисуване. През целия си живот Гьоте се отнася с подчертано неодобрение към Римокатолическата църква, чиято история описва като „мишмаш от грешки и насилие“.
Освен това Йохан Волфганг се учи да свири на чело, учи езда, фехтовка и танци. За Коледа през 1753 г. той получава от баба си като подарък малък куклен театър, в който той дава представления със свои приятели, научавайки наизуст текстовете на пиесите. Малкият Гьоте демонстрира литературна фантазия, като измисля приказки. В дома на Гьоте се чете много – баща му има библиотека от около 2000 тома, и още в ранна възраст той се познава с известни франкфуртски актьори. През Седемгодишната война един френски офицер е на квартира в къщата на родителите му от 1759 до 1761 г. и Гьоте за пръв път се запознава с френската драматургична литература.
По желание на баща си през есента 1765 г. Гьоте започва да следва право в университета в Лайпциг (1765 – 1768), където преживява първото си любовно разочарование с Ана Катарина Шьонкопф, занаятчийска дъщеря. Разделят се след две години. Юридическите науки не му допадат особено и той предпочита да посещава редовно театър, да взима уроци по рисуване, прави и първи поетически опити. Стиховете, които пише в Лайпциг (книгата „Анете“, 1767) с 19 стихотворения, са в духа на модерната тогава галантна поезия в стил рококо. През 1769 г. той издава първата си стихосбирка под заглавието „Нови песни“.
През юли 1768 г. Гьоте се разболява (вероятно от туберкулоза). Така и не успява да завърши следването си и през август се завръща болен в родния си град. След двегодишно лечение от меланхолия и опити за самоубийство (от тях се освобождава едва чрез романа си „Страданията на младия Вертер“) през април 1770 г. Гьоте продължава юридическото си следване в университета в Щрасбург (днес Страсбург), където отново се влюбва трагично във Фридерике Брион и се сближава с писателите от литературното направление „Бурни устреми“. Под влияние на свои приятели медици посещава лекции по медицина и естествени науки. Запознава се с Йохан Готфид Хердер и възприема неговия възглед за поезията, че тя е „не привилегия за избраници, а плод на народния дух“.
През лятото на 1771 г. Гьоте предава своята юридическа дисертация De legislatoribus, която не е приета заради изречение против църквата, което днес не е запазено.
Гьоте получава на 6 август 1771 г. научната степен „лиценциат“ и се връща във Франкфурт, където отваря малка адвокатска кантора, която от липса на интерес напуска след четири години и отива в град Вецлар като практикант в съда. Там преживява мъчителна любов с Шарлоте Буф, годеницата на юриста Йохан Христиан Кестнер, и пак се завръща в родния Франкфурт, където става адвокат, но посвещава времето си главно на литературата. Отново се влюбва и дори на Великден 1775 г. се сгодява за красивата франкфуртска банкерска дъщеря Ана Елизабет Шьонеман. Той заминава за няколко месеца на пътуване през Швейцария по покана на братята графове Христиан и Фридрих Леополд цу Щолберг-Щолберг. През октомври годежът е разтрогнат и Гьоте страда силно от раздялата.

#### „Буря и натиск“
Идеите на движението „Буря и натиск“ оказват голямо влияние върху ранното творчество на Гьоте. Основни теми в него са силната личност, геният, висшият човек. Сред най-известните му произведения от този период са одата „Прометей“ (1774), първоначалният вариант на „Фауст“ – „Прафауст“ (1773), първата немска историческа драма „Гьоц фон Берлихинген с желязната ръка“ (създадена през 1771 и публикувана през 1773 г.) и сантименталният роман „Страданията на младия Вертер“ (1774). Ранното творчество на Гьоте вдъхновява следващото поколение немски поети романтици – Новалис, Хайне, Николаус Ленау и др.
Славата на Йохан Волфганг фон Гьоте като поет се разнася бързо из Германия и Европа. В дома му се стичат множество почитатели, сред които е и 18-годишният престолонаследник на херцогство Саксония-Ваймар-Айзенах Карл Август. Веднага щом наследява престола, той кани Гьоте да живее във Ваймар.

### Ваймар (1775 – 1788)
През ноември 1775 г. Гьоте пристига във Ваймар, столицата на херцогство Саксония-Ваймар-Айзенах. Поетът постъпва на служба към княжеския двор и там се увлича по красивата, но студена придворна дама баронеса Шарлоте фон Щайн. Гьоте получава званието действителен таен съветник и място в Държавния съвет, а после е назначен за първи министър и получава благородническа титла (1782). Ентусиазирано се заема с организирането на културния живот на Ваймар. Привлича да работят там Йохан Готфид Хердер и Фридрих Шилер, с когото го свързва тясно приятелство и то трае повече от десетилетие, като оказва плодотворно въздействие и върху двамата.
През този период Гьоте пише някои от най-хубавите си балади – „Рибарят“, „Горски цар“, „Певецът“, но като цяло огромната натовареност не му позволява пълноценни творчески занимания. Някои го определят като „затихваща знаменитост“. Вероятно самият той се е чувствал неудовлетворен, тъй като през септември 1786 г. тайно напуска Ваймар и за две години се установява в Италия. Той информира само херцога и своя слуга Филип Зайдел и пътува под псевдоним. Тайното му заминаване без определена цел е част от стратегията да напусне всичките си служби, но да му се плаща. След междинни престои във Верона, Виченца и Венеция, Гьоте пристига през ноември в Рим. Там той остава, с четиримесечен престой в Неапол и Сицилия, до края на април 1788 г. След междинен престой между другото в Сиена, Флоренция, Парма и Милано, той се завръща два месеца по-късно във Ваймар.
В Рим Гьоте живее при немския художник Вилхелм Тишбайн и общува с другите членове на колонията на немските художници в Рим, между тях Ангелика Кауфман, Филип Хакерт, Фридрих Бури и швейцареца Йохан Хайнрих Майер, който по-късно го последва до Ваймар и там между другото става негов съветник по изкуството. Той е приятел също и с писателя Карл Филип Мориц.

### Античност
Съприкосновението с хармоничната антична култура оказва огромно положително влияние върху Гьоте. Особено е възхитен от Рафаело и архитекта Андреа Паладио. Под ръководството на приятелите си той започва усърдно да рисува; от престоя му в Италия са запазени около 850 негови рисунки. Той се занимава и с ботаника. Приятелите му в Италия не знаели неговата истинска самоличност.
Гьоте се завръща в Германия помъдрял и успокоен, изпълнен с нови творчески планове. Ориентиран изцяло към принципите на класицизма, търси възможности за тяхното утвърждаване в съвременното немско изкуство. Така се заражда програмата на „Ваймарския класицизъм“, от която е вдъхновено и късното Гьотево творчество – изящните „Римски елегии“ (1788 – 1790), посветени на простата цветарка Кристиане Вулпиус, за която след осем години поетът се жени. В този период възникват епичната поема „Херман и Доротея“ (1798); драматургичните творби, които той е започнал по-рано, но едва тогава преосмисля и публикува – „Ифигения в Таврида“ (1787), „Егмонт“ (1788), „Торквато Тасо“ (1790); образецът на новия образователен роман „Вилхелм Майстер – години на учение“ (1796) и „Вилхелм Майстер – години на странстване“ (1807/1821), мемоарно-автобиографичната книга „Поезия и истина“ (1811 – 1814) и още много други.
Няколко седмици след завръщането си от Италия през 1788 г. Гьоте прави 23-годишната Кристиане Вулпиус своя любовница и по-късно своя съпруга. През декември 1789 г. се ражда синът Аугуст; четирите последвали деца живеят само няколко дни. Още през късното лято на 1790 г. по време на пътуване до Силезия Гьоте прави предложение за женитба на 21-годишната Хенриете фон Лютвиц.
След своето завръщане в Германия Гьоте се отказва от повечето си служби. Запазва само мястото си в Consilium и така съхранява политическото си влияние. Ръководи училището по рисуване и контролата на държавното строителство. От 1791 до 1817 г. ръководи Ваймарския дворцов театър. От 1807 г. Гьоте е също съветник на принадлежащия към херцогството университет Йена и настоява за разширяването на природонаучния факултет. Застъпва се за номинирането за професори на Йохан Готлиб Фихте, Георг Хегел, Фридрих Шелинг и Фридрих Шилер.
През годините след своето пътуване в Италия Гьоте се занимава преди всичко с природни изследвания. През 1790 г. издава своето произведение „Versuch die Metamorphose der Pflanzen zu erklären“, освен това започва изследванията си към учението на цветовете.
През лятото 1794 г. Фридрих Шилер, който е с десет години по-млад и е професор по история в близкия Йена (от края на 1799 г. във Ваймар), го помолва за сътрудничество в заплануваното от него списание за култура и изкуство „Die Horen“. Гьоте се съгласява, двамата се сближават и създават епохалното литературно-историческо направление „Ваймарски класицизъм“. Със смъртта на Шилер през 1805 г. приключва и важният период на „Ваймарския класицизъм“.
През 1809 г. Гьоте започва да пише своята автобиография. Той започва да учи арабски и персийски и да чете Корана и стиховете на персийския поет Хафез. Негов секретар е Фридрих Вилхелм Ример (от 1805 г. възпитател на сина му). Във Ваймар идва Бетина фон Арним и със спомените си от разказите на неговата майка му помага да напише „Aus meinem Leben. Dichtung und Wahrheit“.
През 1814 г. Гьоте, вече на 65 години, се влюбва в Мариане фон Вилемер (Мариане Юнг), с която се запознава във Франкфурт и тя става негова муза и партньорка в писане на поезия. Той издава през 1819 г. стихосбирката „Западно-източен диван“ в 12 тома.
През 1816 г. след дълго боледуване умира Кристиане, съпругата на Гьоте. През 1817 г. той предава ръководството на дворцовия театър и за него започва да се грижи снаха му Отилие фон Гьоте.

### Световна слава
Бляскавата епоха на своята литературна дейност Гьоте завършва с най-великата творба на живота си – трагедията „Фауст“. Тя го въздига като безспорен първомайстор в интелектуалния живот на Германия. Цяла Европа с уважение произнася името на поета. Дори Наполеон през 1806 г., след като завладява град Ваймар, цял час с увлечение разговаря с Гьоте и го награждава с Кръста на почетния легион.
До сетния си миг Гьоте живее във Ваймар – там извършва и своите изследвания в областта на естествените науки, донесли му допълнителна слава. При своите пътувания вече възрастният поет преживява редица любовни увлечения (Вилхелмине Херцлиб, Мариане фон Вилемер), а през 1821 г. в курорта Мариенбад се запознава със 17-годишната Улрике фон Левецов (Ulrike von Levetzow) и не след дълго – вече седемдесет и четири годишен – ѝ прави предложение за женитба. Отказът дълбоко го наранява и в резултат възниква поемата „Трилогия на страстта“ (1827), в която е включена прочутата „Мариенбадска елегия“ (1823).
Поетът умира на 22 март 1832 г. вероятно от сърдечен инфаркт. Неговите последни думи са: „Повече светлина!“ („Mehr Licht!“), според домашния му лекар Карл Фогел, който обаче в този момент не бил в стаята. На 26 март Гьоте е погребан във ваймарската княжеска гробница.
Родната къща на Гьоте във Франкфурт на Майн и неговата градинска къща във Ваймар, в която са създадени множество от произведенията му, днес са част от  световното културно наследство на ЮНЕСКО.
Академичното издание на Гьотевите произведения, осъществено по поръчка на великата херцогиня Софи фон Заксен в периода 1887 – 1920 г., се състои от 143 тома.

## Признание
Литературното творчество на Гьоте съчетава чистотата и елегантността на стила с богато художествено въображение и с дълбоки философски идеи. Неговият живот е смятан за образец на най-хармонично развитие. Името на поета още приживе достига до всички цивилизовани кътчета на земята, а възгледът му за възникването на световна литература намира в наши дни пълно потвърждение.
В чест на поета литературни награди „Гьоте“ учредяват през 1927 г. родният му град Франкфурт на Майн, през 1949 г. столицата на ГДР град Берлин, а през 1949 г. и ханзейският град Хамбург.

## Жените в живота на Гьоте
Йохан Волфганг фон Гьоте е оставил име не само на проникновен творец и значителен учен, но и на велик женолюбец и страстен почитател на „вечната женственост“. От юношеската си любов към „Кетхен“ (по-голяма с 3 години) до старческото увлечение по Улрике (по-млада с 55 години). Гьоте е търсил в Жената упование и подтик за съзидание. Откривал е в Нея божествеността на природата, очарованието на красотата и даровете на любовта, намирал е духовно преображение и творческо себепостигане.
- Ана Катарина Шьонкопф „Кетхен“, „Анете“
(1746 – 1810),
Лайпциг 1766 г.
(на 20, Гьоте на 17)
- Зузане Катарина фон Клетенберг
(1723 – 1774),
Франкфурт 1768 г.
(на 45, Гьоте на 19)
- Фридерике Брион
(1752 – 1813),
Щрасбург 1770 г.
(на 18, Гьоте на 21)
- Шарлоте Буф „Лоте“
(1753 – 1828),
Вецлар 1772 г.
(на 19, Гьоте на 23)
- Максимилиане Брентано
(1756 – 1793),
Франкфурт 1772 г.
(на 16, Гьоте на 23)
- Ана Елизабет Шьонеман „Лили“
(1758 – 1817),
Франкфурт 1775 г.
(на 17, Гьоте на 26)
- Аугусте Луизе графиня цу Щолберг
(1753 – 1835),
Франкфурт 1775 г.
(на 22, Гьоте на 26)
- Шарлоте фон Щайн
(1742 – 1827),
Ваймар 1775 г.
(на 33, Гьоте на 26)
- Кристиане фон Гьоте-Вулпиус
(1765 – 1816),
Ваймар 1788 г.
(на 23, Гьоте на 39)
(рисунка на Гьоте)
- Вилхелмине Херцлиб „Минхен“
(1789 – 1865),
Йена 1807 г.
(на 18, Гьоте на 58)
- Мариане фон Вилемер
(1784 – 1860),
Хайделберг 1814 г.
(на 30, Гьоте на 65)
- Улрике фон Левецо
(1804 – 1899),
Мариенбад 1821 г.
(на 17, Гьоте на 72)

На изгряващия месец

Бързаш ли да ме оставиш?

А тъй близко бе за миг!

Посред облаци се бавиш,

Где е милият светлик?

Виждаш, сълзите потичат:

Блясваш с лъч като звезда!

Казваш ми, че ме обичат,

Но далеч е още Тя.

Хайде, прекоси небето

В орбита от чистота!

Нищо че боли сърцето,

Преблажена е нощта.

1828 